# Naser Dzeljilji
Naser Dzeljilji, född 2 juli 1960 i Skopje, Jugoslavien (nuvarande Nordmakedonien), är en etnisk alban från Makedonien och ledare för Naserligan, som blev känd sommaren 2002 i samband med skottlossning mellan denna och Original Gangsters, på Näsets badplats i Göteborg. Han dömdes 2006 till fängelse i ett år och sex månader för bland annat grovt häleri och anstiftan till grovt bedrägeri. Dzeljilji, som kom till Sverige i början av 1980-talet, dömdes redan 1987 till två års fängelse för grov misshandel efter ha huggit ner en man på öppen gata.